# The Duke (2020)
The Duke is een Britse komische-dramafilm uit 2020, geregisseerd door Roger Michell. De film is gebaseerd op een waargebeurd verhaal met hoofdrollen die worden vertolkt door Jim Broadbent, Helen Mirren, Fionn Whitehead en Matthew Goode.

## Verhaal
In 1961 stal Kempton Bunton, een 60-jarige taxichauffeur, Goya's portret van de hertog van Wellington uit de National Gallery in Londen. Kempton stuurde losgeldbriefjes waarin stond dat hij het schilderij zou teruggeven, maar op voorwaarde dat de regering ermee instemde om ouderen gratis televisie te verstrekken.

## Rolverdeling
| Acteur              | Personage         |
| ------------------- | ----------------- |
| Jim Broadbent       | Kempton Bunton    |
| Helen Mirren        | Dorothy Bunton    |
| Fionn Whitehead     | Jackie Bunton     |
| Matthew Goode       | Jeremy Hutchinson |
| Anna Maxwell Martin | Mrs Gowling       |
| Jack Bandeira       | Kenny Bunton      |

## Productie
In oktober 2019 werd aangekondigd dat er een film over de diefstal in 1961 in ontwikkeling was, met Jim Broadbent als Bunton en Helen Mirren als zijn vrouw en Roger Michell zou gaan regisseren. Fionn Whitehead werd de volgende maand toegevoegd.
De opnames begonnen in november 2019, toen Matthew Goode zich bij de cast voegde. Locatieopnamen vonden plaats in Bradford en Leeds en het productieteam gebruikte ook Prime Studios in Leeds.

## Release
De film ging in première op 4 September 2020 op het Filmfestival van Venetië.

## Ontvangst
Op Rotten Tomatoes heeft The Duke een waarde van 97% en een gemiddelde score van 7,5/10, gebaseerd op 142 recensies. Op Metacritic heeft de film een gemiddelde score van 74/100, gebaseerd op 35 recensies.